# الین برگکویست
الین برگکویست (انگلیسی: Elin Bergkvist؛ زادهٔ ۲۱ ژانویهٔ ۱۹۹۴) بازیکن فوتبال اهل سوئد است.